# ماري وليامز (كاتبة)
ماري وليامز (بالإنجليزية: Mary Williams)‏ هي ناشطة اجتماعية وكاتِبة أمريكية، ولدت في 13 أكتوبر 1967.

## وصلات خارجية
- ماري وليامز على موقع IMDb (الإنجليزية)